# Парадеевский сельсовет
Парадеевский сельсовет — сельское поселение в Шарлыкском районе Оренбургской области Российской Федерации.
Административный центр — село Парадеево.

## История
9 марта 2005 года в соответствии с законом Оренбургской области № 1919/356-III-ОЗ образовано сельское поселение Парадеевский сельсовет, установлены границы муниципального образования.

## Население
| 2010 | 2012 | 2013 | 2014 | 2015 | 2016 | 2017 |
| ---- | ---- | ---- | ---- | ---- | ---- | ---- |
| 302  | ↘292 | ↘289 | ↘286 | ↘276 | ↘263 | ↘257 |
| 2018 | 2019 | 2020 | 2021 |      |      |      |
| ↗264 | ↘261 | ↘257 | ↘244 |      |      |      |

## Состав сельского поселения
| № | Населённый пункт | Тип населённого пункта       | Население |
| - | ---------------- | ---------------------------- | --------- |
| 1 | Парадеево        | село, административный центр | ↘244      |